# Mademoiselle Dudlay
Mademoiselle Dudlay, pseudonimo di Adeline Élie Françoise Dulait (Bruxelles, 22 aprile 1858 – Parigi, 14 novembre 1934), è stata un'attrice belga naturalizzata francese.

## Biografia

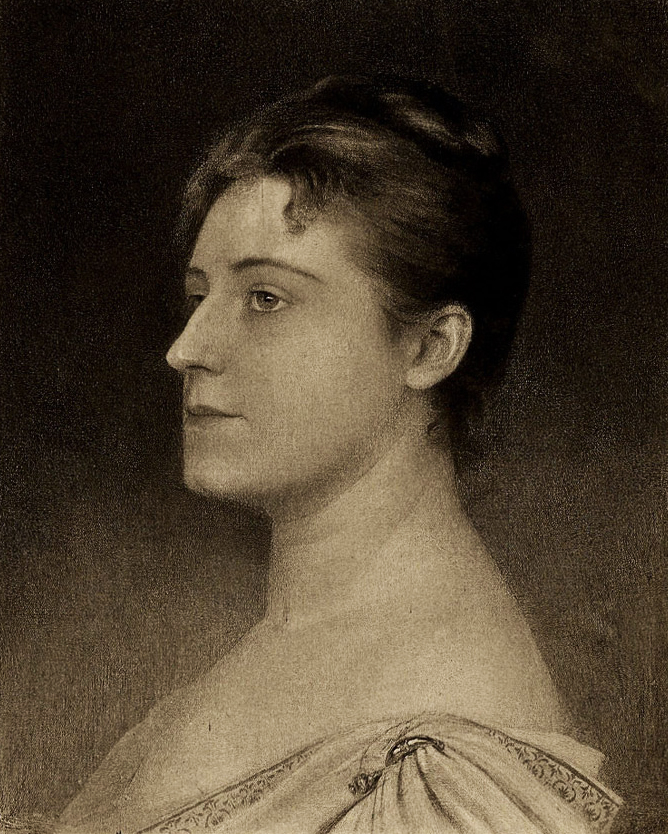
Mademoiselle Dudlay

Nel 1867 Mademoiselle Dudlay entrò nel Conservatorio Reale di Bruxelles. Sua madre non era d'accordo con questa scelta, ma Mademoiselle Dudlay ebbe il sostegno del regista François Gevaert. Lì ha seguito l'insegnamento di Jeanne Tordeus che l'ha presentata al direttore della Comédie-Française, Émile Perrin.
Il 3 gennaio 1876 sua madre morì. Nello stesso anno conseguì il diploma al Conservatorio di Bruxelles con il massimo dei voti. Nel maggio 1876, firmò per la Comédie-Française e si esibì per la prima volta a Parigi a settembre. Lì farà una carriera da tragica completa, interpretando, tra gli altri, Pierre Corneille, Jean Racine, Victor Hugo, ma anche autori contemporanei.
Il 1º gennaio 1883 fu nominata membro della Comédie-Française. L'8 marzo 1900 un incendio devastò il Théâtre-Français. Jane Henriot perse la vita, Adeline Dudlay invece venne salvata dalle fiamme dai vigili del fuoco di Parigi.
Si ritirò intorno al 1911 e interpretò la sua ultima opera al Théâtre du Châtelet come 'Mère douloureuse' nel Martyre de St. Sébastien di Gabriele D'Annunzio.

## Teatro
- Andromaca di Jean Racine (1877);
- Britannico di Jean Racine (1878);
- Ifigenia di Jean Racine (1880);
- Fedra di Jean Racine (1881);
- Mitridate di Jean Racine (1882);
- Il Cid di Pierre Corneille (1885);
- Bajazet di Jean Racine (1887);
- Mitridate di Jean Racine (1888);
- Atalia di Jean Racine (1892);
- Hernani di Victor Hugo (1896);
- Britannico di Jean Racine (1904);
- Amleto di William Shakespeare (1904);
- Nicomede di Pierre Corneille (1906).